# B' Katīgoria 1962-1963
La B' Katīgoria 1962-1963 fu la 9ª edizione della B' Katīgoria; vide la vittoria finale del Panellinios Limassol.

## Stagione

### Novità
L'Othellos Famagosta rinunciò ad iscriversi; al suo posto subentrò l'Evagoras Paphou, lasciando invariato a dieci il numero di club partecipanti.

### Formula
Le dieci squadre partecipanti erano divisi in due gruppi da cinque, su base geografica. In ogni girone le squadre si incontravano in turni di andata e ritorno; erano assegnati tre punti per la vittoria, due per il pareggio e uno per la sconfitta. I due vincitori dei gironi effettuavano un turno di play-off con gare di andata e ritorno; il vincitore veniva ammesso ad un girone di retrocessione / promozione insieme alle ultime due classificate della A' Katīgoria 1962-1963, con gare di andata e ritorno. Solo la prima classificata di questo ulteriore girone poteva disputare la A' Katīgoria 1963-1964.
In caso di parità si teneva conto del quoziente reti.

## Girone 1
Squadre rappresentanti città appartenenti ai distretti di Nicosia, Kyrenia, Famagosta e Laranca. Non è nota la classifica finale né le partite disputate, ma solo le squadre partecipanti e la vincitrice.

### Squadre partecipanti
| Club               | Città     | Stadio             |
| ------------------ | --------- | ------------------ |
| AEK Famagosta      | Famagosta | Stadio GSE         |
| Anagennīsī Larnaca | Larnaca   | Vecchio Stadio GSZ |
| Kaϊtzák Nicosia    | Nicosia   | Vecchio Stadio GSP |
| Keravnos Strovolos | Strovolos | Keravnos Stadium   |
| PAEEK Kerynias     | Kyrenia   | GS Praxandros      |

Vincitore: Keravnos Strovolos

## Girone 2
Squadre rappresentanti città appartenenti ai distretti di Pafo e Limassol. Non è nota la classifica finale né le partite disputate, ma solo le squadre partecipanti e la vincitrice.

### Squadre partecipanti
| Club                      | Città    | Stadio     |
| ------------------------- | -------- | ---------- |
| Amathus Limassol          | Limassol | Stadio GSO |
| APOP Paphou               | Pafo     | Stadio GSK |
| Ethnikos Asteras Limassol | Limassol | Stadio GSO |
| Evagoras Paphou           | Pafo     | Stadio GSK |
| Panellinios Limassol      | Limassol | Stadio GSO |

Vincitore: Panellinios Limassol

## Spareggio play-off
| Squadra 1          | Totale | Squadra 2            | Andata | Ritorno |
| ------------------ | ------ | -------------------- | ------ | ------- |
| Keravnos Strovolos | 0 - 3  | Panellinios Limassol | 0 - 1  | 0 - 2   |

### Verdetti
- Panellinios Limassol ammesso al Girone promozione, in seguito perso.